# Hangu (Pakistan)
Hangu (paschtunisch هنګو, Urdu ہنگو) ist eine Stadt in Pakistan. Sie liegt in der Provinz Khyber Pakhtunkhwa.
Bei der Volkszählung 1998 lebten in Hangu 29.986 Personen. 2017 wurde die Einwohnerschaft auf 48.764 Personen geschätzt.

## Geschichte
Am 26. Mai 2011 kamen in Hangu bei einem Selbstmordanschlag auf eine Polizeistation 24 Menschen ums Leben. Weitere 45 Menschen wurden bei dem Anschlag verletzt.